# Escuderia Costa Brava
L'Escuderia Costa Brava és una entitat esportiva catalana dedicada a l'automobilisme que té activitat esportiva des de 1971. Té la seu a Girona (antigament l'havia tinguda a la Bisbal d'Empordà) i el seu objectiu és donar suport a pilots locals i organitzar curses, com ara el Ral·li de la Garrotxa (1976-1982), el de Promoció (1977 i 1980) i el de Girona, després convertit en el Ral·li Cales de Palafrugell. L'entitat fou presidida per Manuel Ferrari Padrós, per Jaime Puig Romeu, per Josep Maria Falcó Huguet i per Josep Maria Ventura Viader ("Tits"). Els seus pilots més destacats al llarg dels anys han estat Salvador Servià, "Teri" Serra, Josep Culubret, Jordi Batlle, Pere Auradell, Vicenç Folgado, Josep Alsina, Jaume Parals, Hansi Babler, Pere Arpa, Joan Tarrés, Claudi Caba, Joan Vinyes, Jordi Gómez, Xavier Riera, Josep Maria Servià, Cèsar Grau i Lluís Juvanteny.